# Létay Klári (színművész)
Létay Klári (névváltozatai: Létai Klára, Létay Klára, Létai Klári) (Budapest, 1923. augusztus 4. –) magyar színművész, előadóművész, a Színház- és Filmművészeti Főiskola tanára.

## Életpályája
A Színház- és Filmművészeti Főiskola elvégzése után (1946) kezdődött színészi pályája. 1946–1951 között és 1958–1959 között a Nemzeti Színház tagja volt. 1951–1958 között a Vidám Színházban, az Úttörő Színházban és a Jókai Színházban volt látható. 1960–1978 között a Fővárosi Művelődési Ház Pódiumszínháza foglalkoztatta. 1978–1994 között a Helikon együttes tagja volt. 1994–1997 között az Evangélium Színház színművésze volt.
Pódiumelőadásokon szerepelt, viszonylag keveset filmezett is, utoljára 1974-ben. Idegen nyelvű filmekben gyakran szinkronizált. A színi főiskolán később évtizedekig tanított, szakmai esszéket publikált.

## Színházi szerepeiből
- Molière: Kényeskedők... Kati
- Molière: Dandin György... Kati
- William Shakespeare: Ahogy tetszik... Phoebe, pásztorlány
- William Shakespeare: Antonius és Kleopátra... Octavia
- Thornton Wilder: A mi kis városunk... Mrs. Soames
- Kovách Aladár: Téli zsoltár... Kat
- Márai Sándor: Kassai polgárok... Szabina, a dajka

## Előadásai
- Vigilia 1962/7 – Vigh Béla: Színházi krónika; Bánffy Györggyel közös előadóestje
- Vigilia 1971/6 – Ödön von Horváth: Mesél a bécsi erdő; Tompa Lászlóval közös előadóestje

## Filmjei
- Életjel ... Ambrusné (1954)
- Fapados szerelem (1960)
- Fűre lépni szabad (1960)
- Bohóc a falon (1967)
- Fejlövés ... Laci anyja (1968)
- Tűzoltó utca 25. (1973)

## Művei
- Helikon, Békeffy Saroltával közös könyve, magánkiadás, Budapest, 1982 után, 48 o.